# Вересковая улица (Москва)
Ве́ресковая у́лица  — улица на севере Москвы в районе Свиблово Северо-Восточного административного округа. Находится между Игарским проездом и Кольской улицей.

## История
В составе бывшего города Бабушкин улица называлась улицей Дружбы. Современное название получила в 1965 году по наличию посадок вереска. Жители иногда называют окрестности городком или микрорайоном Института Пути.
На фотографиях 1950-х годов виден ручей вдоль улицы.

## Расположение
Вересковая улица начинается от Игарского проезда (проходит параллельно Тенистому проезду и Ивовой улице). Пересекает улицу Просвещения и заканчивается на Кольской улице. Протяжённость улицы около 640 метров.

## Учреждения и организации
- № 1 корпус 2 — Дом «На Набережной — 2», лаборатория «Инвитро»
- № 5 — Фабрика игрушек «Волшебный Мир», стоматологическая клиника;
- № 6 — Бани «Гусарский Дворик»;
- № 9 — Салон-парикмахерская «Вереск»;
- № 10 — здание бывшей пожарной части, к которой была раньше пристроена деревянная каланча[2]
- № 11, строение 1 — магазин «Близнецы»,
- № 16 — магазин «Пятёрочка»;
- № 16А — Детский сад № 507.

## Транспорт
На всем протяжении Вересковой улицы проходит автобусный маршрут № 183 «Платформа Лось — Институт пути» (только в сторону пл. Лось)